# Walter Schnell (Ingenieur)
Walter Schnell (* 8. November 1924 in Darmstadt; † 12. April 1999 ebenda) war ein deutscher Physiker und Hochschullehrer für Technische Mechanik an der TH Darmstadt.
Er war seit dem 26. August 1946 verheiratet mit der Verlegertochter Martha Schnell (* 22. September 1922 in Darmstadt; † 1. September 2014 ebenda) und hatte mit ihr zwei gemeinsame Söhne. Der Ältere, Wolfgang Schnell (* 5. März 1947 in Darmstadt; † 8. Februar 1999 in Holzminden), lehrte an der Fachhochschule Holzminden das Fach Geotechnik und verfasste mehrere Fachbücher. Der Jüngere, Jürgen Schnell, war Professor für Massivbau und Baukonstruktion an der Technischen Universität Kaiserslautern. 
Schnell studierte an der TH Darmstadt und promovierte 1954 bei Karl Marguerre (Zur Krafteinleitung in die versteifte Kreiszylinderschale). In der Folge arbeitete er am 1956 von Hans Ebner gegründeten DVL-Institut für Festigkeit am Verkehrslandeplatz Essen/Mülheim. Im Jahr 1961 habilitierte Schnell bei Ebner an der RWTH Aachen (Die dünnwandige Kegelschale unter Axial- und Innendruck). Im Jahr 1963 erhielt er den Ruf auf die Professur für Technische Mechanik an der TH Darmstadt. 

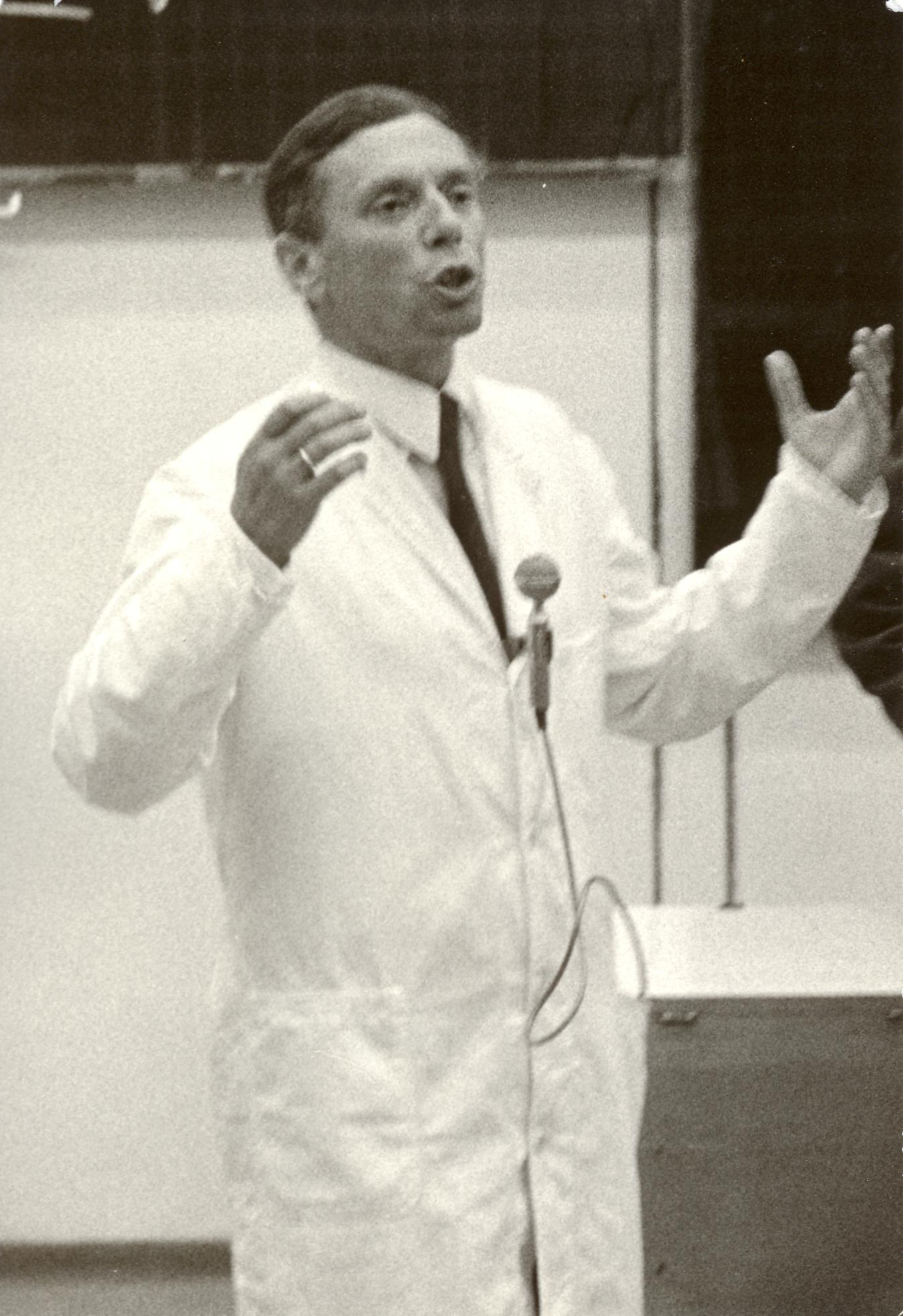
Walter Schnell

Einen Ruf der RWTH Aachen auf den Lehrstuhl für Leichtbau der Fakultät für Maschinenwesen lehnte er 1968 ab. 
Schnell ist Koautor (mit Dietmar Gross und Werner Hauger) eines weit verbreiteten Lehrbuchs der Mechanik in vier Bänden, das mit anderen Autoren neu aufgelegt wird.
Die Universität Siegen verlieh ihm 1993 den Titel Doktor der Ingenieurwissenschaften Ehrenhalber.

## Schriften
- mit Günter Fischer: Berechnung der Beulwerte von Platten unter ungleichmäßiger Temperaturbeanspruchung nach dem Mehrstellenverfahren, Bericht Deutsche Versuchsanstalt für Luftfahrt 78, Köln: Westdeutscher Verlag 1958
- mit K. Schiffner: Experimentelle Untersuchungen des Stabilitätsverhaltens von dünnwandigen Kegelschalen unter Axiallast und Innendruck, Bericht Deutsche Versuchsanstalt für Luftfahrt 243, Köln: Westdeutscher Verlag 1962
- mit Dietmar Gross, Werner Hauger u. a.: Technische Mechanik, Heidelberger Taschenbücher, 4 Bände, Springer, ISBN 978-3-540-50314-9, 7. Auflage 2002/2003 (zusätzlich erschienen Aufgaben- und Formelsammlungen)
  - Band 1: Statik, Band 2: Elastostatik, Band 3: Kinetik, Band 4: Hydromechanik
- mit Hans Eschenauer: Elastizitätstheorie, 2 Bände, BI Wissenschaftsverlag 1981, 1993, ISBN 978-3-540-61232-2
  - Englische überarbeitete Ausgabe: Schnell, Hans Eschenauer, Niels Olhoff: Applied structural mechanics : fundamentals of elasticity, load-bearing structures, structural optimization : including exercises, Springer 1997
- mit Gerhard Czerwenka: Einführung in die Rechenmethoden des Leichtbaus, 2 Bände, Mannheim, Bibliographisches Institut 1967